# Béres Alexandra
Béres Alexandra (Budapest, 1976. május 7. –) fitneszedző, sportoló 6 éves kora óta sportol versenyszerűen. Fiatalkorában élvonalbeli ritmikus sportgimnasztika versenyző volt. Első kiemelkedő eredményét 18 évesen érte el, amikor fitnesz magyar bajnok lett. Ezt követően az Európa- illetve világbajnoki címet is elnyerte. A fitnesz mellett a curling világában is jártas, 2003 és 2013 között magyar bajnok, illetve 2011-ben curling Európa-bajnok lett. Sikereinek köszönhetően több céget és terméket is reklámoz, saját magazint szerkeszt. Emellett Alexandra a Súlykontroll életmód program kidolgozója, amely évek óta mindenki számára lehetővé teszi az elérhető testsúly optimalizálást. Ennek a programnak a célja, hogy mindenki számára segítse a motiváció kialakítását, fenntartását a rohanó hétköznapokban.

## Életpályája
Szülei dr. Béres György ortopédsebész és dr. Povárny Magdolna gyógyszerészkutató. 6 éves korától sportolt versenyszerűen. Iskoláit az óbudai Zápor utcai, majd az őrmezei Menyecske utcai Általános Iskolában végezte. A Vörösmarty Gimnáziumban érettségizett.

## Tanulmányai
- 1991-1995 – Vörösmarty Mihály Gimnázium (érettségi)
- 1996-2002 – Semmelweis Egyetem Testnevelési és Sporttudományi Kar – Egyetemi képzés (testnevelő tanár)
- 1997-1998 – TDK – Serdülőkorú leánytanulók táplálkozási és mozgásigény problémái
- 1999-2000 – TDK – Női fitness sportolók testképének, énképének és testtudatának alakulása 4 hetes diéta hatására
- 1999 – Reebok University – Aerobic-Step mesteredző (Németország)
- 2003-tól – Semmelweis Egyetem Testnevelési és Sporttudományi Kar – Phd képzés
- 2013 – ATA- Adidas Training Academy – Performance Training Modul (Peking, Kína)

## Sikerei
A sportot tekintve nem a fitnesz volt az első sportág, amit kipróbált. Korábban élvonalbeli ritmikus sportgimnasztika versenyző volt. Azután az első kiemelkedő eredményt 1994-ben, 18 évesen érte el, amikor elnyerte a fitnesz magyar bajnoki címet. 1995-ben megnyerte az Európa, majd a Fitnesz Világbajnokságot is. Bár ez a sportág nálunk ekkor még csecsemő korát élte, a magyar sajtó és a magyar nagyközönség is felfigyelt a fiatal sportolónőre, aki szép és mindenekelőtt egészséget sugárzó külsejével sokakat elbűvölt és sokakat meggyőzött arról, hogy érdemes több időt és figyelmet szentelni az egészségre.
1996-ban a televízióban a legkisebbek felé is közvetítette a sport szeretetét, hiszen kislányok hadával körülvéve magát, gyermektornára invitálta a kicsiket. Ebben az évben 1. helyezést ért el a Fitnesz Világ- és Magyar bajnokságon. 1999-ben ismét magyar bajnok lett és az európai bajnoki címet is elnyerte. Sok cég és termék reklámarcaként találkozhatunk vele a tévékben és számos magazinban. 2003-2013 tagja volt a Magyar Női Curling Válogatottnak.
- 1985-1992 RG országos válogatott csapattag
- 1994 Fitness magyar bajnok
- 1996 Fitness Európa-bajnok
- 1996 Fitness világbajnok
- 1999 Fitness Magyar bajnok
- 1999 Fitness Európa-bajnok
- 2003-2013 Curling női válogatott kerettag
- 2003-2013(!) Curling magyar bajnok (női csapat)
- 2008 Curling Európa-bajnoki III. hely (B csoport-női csapat)
- 2011 Curling (B csoport-női csapat) Európa-bajnok

## Magánélete
1996-ban házasságot kötött Barna Krisztián fotóssal. Két lányuk született: Panna (2009), Flóra (2014).

## Művei
- Fitness mesterfokon [CD-ROM]; Informania Digitalmedia, Bp., 2001 (Szépség & egészség sorozat)
- Béres Alexandra súlykontroll program; Súly-kontroll Kft., Szentendre, 2007
- Ízek a paradicsomból. Imádok enni! Béres Alexandra válogatott "súlykontroll" receptjei; Imádokenni, Bp., 2007
- Bűvös mesetorna Béres Alexandrával és az Alma Együttessel; mese, dalszöveg Kiss-Péterffy Márta, ill. Radnóti Blanka; Tormasor Kft., Bp.–Szentendre, 2015 + DVD

## Sportszakmai jártassága
- A Béres Alexandra Súlykontroll életmód program kidolgozója, vezetője
- 2016-2018 a Diéta&Fitnesz magazin főszerkesztője
- 2015-től a Gilda Max Fitness hálózat szakmai tanácsadója
- 2008 – 2016 Neckermann Klub Oázis Animációs Team vezető
- 2005 – 2016 – MKB Bank Alexandra Fitness – üzemeltető, szakmai vezető
- 2007- 2015 – Gilda Max Fitness hálózat – szakmai igazgató
- 2012-13 SportM, illetve Tv Paprika – műsorvezető, egészséges életmód nagykövet
- 2011 – "Az év személyi edzője"
- 1998 – 2007 Alexandra Fitness központok – üzemeltető, Szakmai irányító
- A Megszállottak Klubjának tiszteletbeli tagja
- Média szakmai tanácsadó
- A Nagy fogyás c. (TV2) fogyókúra verseny trénere (győztes versenyző és csapat)
- 12 fitness DVD kidolgozója, megalkotója
- 1 könyv szerzője, 3 könyv társszerzője
- Színpadi presenter
- 1998 óta óraadó tanár